# Scarification
Scarification er en kategori indenfor ekstrem kropsudsmykning i form af ar. 
Scarification udføres med meget skarpe knive, der er fremstillet specielt til dette formål. Under processen skraber man huden af i det motiv eller mønster, man har valgt. Derefter kan man gnide enten en speciel slags aske eller sand i såret, så det får den ønskede farve. Man kan også lade det være, som det er, hvorved såret får en lyserød farve, når det bliver til et ar.